# Кировска област
Кировска област (рус. Кировская область) је конститутивни субјект Руске Федерације са статусом области на северном делу Поволшког федералног округа у европском делу Русије.
Административни центар области је град Киров.

## Етимологија
Област носи име по административном центру, граду Кирову. Град је основан 1374. године, а пређашни називи су му били Хлинов (рус.Хлы́нов) и Вјатка (рус.Вя́тка), по реци Вјатка на којој се налази.
Данашње име Киров, град је добио по совјетском револуционару Сергеју Кострикову Кирову, након његовог убиства 1934. године.

## Становништво
| 1989.     | 2002.     | 2010.     |
| --------- | --------- | --------- |
| 1,692,655 | 1,503,529 | 1,341,312 |